# Pyrostria isomonensis
Pyrostria isomonensis là một loài thực vật có hoa trong họ Thiến thảo. Loài này được (Cavaco) A.P.Davis & Govaerts mô tả khoa học đầu tiên năm 2007.